# 莫言
莫言（1955年2月17日—），本名管谟业，山东高密人，中国大陆作家，中国共产党黨員，中國人民解放軍退役少校，中国作家协会副主席。解放军艺术学院毕业，北京师范大学和鲁迅文学院联合文学硕士，香港浸会大学榮譽文學博士，华东师范大学、山东大学兼职教授，青岛科技大学客座教授，汕头大学兼职教授，现为北京师范大学教授。
1985年起，莫言受到魔幻现实主义影响，创作出了一批带有先锋色彩的独特作品，以大胆新奇的写作风格著称。2011年8月，莫言创作的长篇小说《蛙》获得第八届茅盾文学奖。2012年10月11日，莫言因為其“以幻觉现实主义融合了民间故事、历史与当代”而获得诺贝尔文学奖，成为首位中华人民共和国国籍的诺贝尔文学奖得主。

## 祖籍
莫言祖籍浙江龙泉后甸村，获本人认可，他并于2010年8月专程回自己的祖籍地寻根，考查族谱，并带走当地两块普通石头作纪念。远祖宋朝管师仁，熙宁六年（1073年）登进士，官至参知政事（副相），莫言是管师仁三十六世孙。

## 生平
1955年2月17日，莫言出生于山东省高密县大栏乡平安庄（今属高密市夏庄镇），祖父管嵩峰，祖母戴氏，父亲管贻范，大哥管谟贤，二哥管谟欣。童年时在家乡小学读书，5年级时因文化大革命辍学，在农村劳动长达10年，主要从事农业，种高粱、种棉花、放牛、割草。1976年，莫言加入中國人民解放軍，历任班长、保密员、图书管理员、教员、干事等职。
1981年，莫言在河北保定的《莲池》第5期上发表了处女作短篇小说《春夜雨霏霏》。其后又陆续发表了《枯河》、《秋水》、《民间音乐》等作品。1986年，在解放军艺术学院文学系毕业。1988年恢復軍銜制，莫言被授予上尉軍銜，後晉升少校。1991年，北京师范大学文学院与鲁迅文学院联合文学创作专业硕士研究生班获得文艺学硕士学位。
1997年，莫言以长篇小说《丰乳肥臀》夺得中国有史以来最高额的“大家文学奖”，获得高达十万元人民币的奖金。同年脱离军界，转至《检察日报》社工作，并为报社的影视部撰写连续剧剧本。
2005年，莫言接受香港都會大学授予的荣誉文学博士时曾透露，自己年幼时曾经受到一位被划为右派回乡劳动的中文系大学生影响，憧憬有一天也能写出一部作品，过上“腐败作家一天吃三顿饺子的生活”。他还说：“如果因为我敢于说实话而授予我荣誉文学博士，那么我觉得自己当之无愧。”“莫言”是他开始创作时所起的笔名，却是为了提醒自己不要“放炮”说真话，告诫要少说话。
2007年10月，莫言从《检察日报》社调到文化部中国艺术研究院工作。其《检察日报》社记者证于2012年10月18日被注销。
2011年7月，获得韩国万海文化大奖，成为首个获得该奖的中国作家；8月，《蛙》获得茅盾文学奖；11月，当选中国作家协会第八届全国委员会副主席。
2012年10月11日，获得诺贝尔文学奖，成为首位获得诺贝尔文学奖的中国籍作家；11月，凭借话剧《我们的荆轲》获金狮奖编剧奖。
2013年，担任网络文学大学名誉校长。2014年12月，获香港中文大学荣誉文学博士学位。 2016年12月2日，当选中国作家协会第九届全国委员会副主席。
2017年7月，根据原作改编并参加编剧的歌剧《檀香刑》开始公演；11月，获香港浸会大学荣誉文学博士学位；同年，在《人民文学》发表戏曲剧本《锦衣》和组诗《七星曜我》。
2018年12月，参与编剧的歌剧《檀香刑》在国家大剧院演出。
2019年7月30日，莫言在秘鲁首都利马被秘鲁天主教大学授予荣誉博士学位。
2020年2月，7月31日，中短篇小说集《晚熟的人》由人民文学出版社出版；11月，长诗《饺子歌》获得第五届中国长诗奖特别奖；12月18日，入选2020中国品牌人物500强，排名51。
2021年4月14日，被香港大学授予荣誉文学博士；12月16日，当选中国作家协会第十届全国委员会副主席；同年，成为河北大学特聘教授。

## 家庭
1979年，莫言与同乡的女子杜勤兰结婚，1981年，女儿管笑笑出生。

## 创作风格
莫言的文学作品，题材敏感、反思尖锐、风格独特、语言犀利、想象狂放、叙事磅礴。其作品出版后常常引发广泛的争议。德國漢學家顧彬認爲莫言的小说是“老掉牙的方式，重复地写刺激感官的男人和女人、性、犯罪等等。”。莫言曾说自己的写作是“日常生活中，我可以是孙子，懦夫，是可怜虫，但在写小说时，我是贼胆包天、色胆包天、狗胆包天。”
莫言曾说：“80年代，我读到了川端康成的小说《雪国》，其中的一句话‘一只黑色而壮硕的秋田狗蹲在那里的一块踏石上，久久地舔着温热的河水。’这让我想起了我家乡的一条大白狗，然后我写出了《白狗秋千架》，就是在这部作品中第一次出现‘高密东北乡’，从此，我就高举起了‘高密东北乡’的大旗，如同一个草莽英雄现世，创建了自己的文学王国。”
莫言在《唯一一个报信者》中写道：“一个作家，一辈子只能干一件事：把自己的血肉，连同自己的灵魂，转移到自己的作品中去……我在写作，早期是向外看，对罪恶的抨击多一些，更多想到的是外部强加的痛苦，想到自己怎么受社会的挤压和别人的伤害。慢慢就向内写了，写内心深处的恶，尽管没有释放出来。”
莫言的作品带有强烈的社会责任感，语言风格汪洋恣肆，豪放不羁，兼用长句和短句，同时又有民间语言的粗野淳朴的原始风貌。
莫言早期最具有代表性的作品是《天堂蒜薹之歌》，这是根据改革开放初期一个真实事件改编而成，当时数千农民响应县政府的号召去种植蒜薹，导致蒜薹全部滞销，县政府却充耳不闻，酿成了当年震惊全国的“蒜薹事件”，莫言阅读新闻后，放下当时在写作计划中的《红高粱家族》，用35天写出了这部长篇小说，以“为民请命”。这部长篇小说体现了莫言作为作家的良知，反映出了当时“老百姓”的弱势和生存艰辛，
《十三步》被誉为“变貌记”，用“荒诞派”的艺术手法写出了中国知识分子的生活和生存状态。
《食草家族》仍旧沿用了“荒诞派”艺术手法，同时加入了“魔幻现实主义”。
《红树林》是莫言唯一一部背景离开家乡高密县东北乡的长篇小说。
《丰乳肥臀》最能体现莫言的写作意识形态，该书从抗日战争、解放战争、朝鲜战争、大跃进、三年经济困难、反右、文化大革命、一直写到改革开放，既赞美了中国共产党艰辛摸索开天辟地夺取政权的艰辛和建国后百废待兴进行国家建设的成就，也同时肯定了国民党在正面战场和中共敌后战场的抗日功劳，批判还乡团和日本侵略者对人民的残酷统治。同时没有回避解放后敏感的斗争老干部、知识分子的反右运动和文化大革命，也没有回避三年经济困难时期造成诸多人口饿死的历史事实。

## 作品
莫言已发表80多篇短篇小说、30部中篇小说，11部长篇小说，5部散文集、1套三卷本散文全集。此外还创作过9部影视文学剧本及两部话剧作品。从1988年起，莫言的作品被广泛地翻译成英语、法语、西班牙语、德语、瑞典语、俄语、日语等多种语言。

### 主要作品
| 作品             | 简体版出版年份 | 简体版出版社     | 简体版ISBN             | 繁体版出版年份 | 繁体版出版社 | 繁体版ISBN                                    |
| ---------------- | -------------- | ---------------- | ---------------------- | -------------- | ------------ | --------------------------------------------- |
| 《透明的红萝卜》 | 1986年1月      | 作家出版社       | 统一书号10248·047      | 1996年8月15日  | 新地         | ISBN 978-957-8545-28-1                        |
| 《红高粱家族》   | 1988年5月      | 解放军文艺出版社 | ISBN 750330036132      | 1988年12月     | 洪範書店     | ISBN 978-957-9525-44-2                        |
| 《十三步》       | 1989年4月      | 作家出版社       | ISBN 978-7-5063-0212-8 | 1990年1月      | 洪範書店     | ISBN 978-957-9525-31-2                        |
| 《酒国》         | 1993年2月      | 湖南文艺出版社   | ISBN 7540410315        | 1992年9月      | 洪範書店     | ISBN 978-957-674-024-4                        |
| 《白狗秋千架》   | 1995年4月      | 作家出版社       | ISBN 978-7-5063-0859-5 |                |              |                                               |
| 《食草家族》     | 1995年4月      | 作家出版社       | ISBN 978-7-5063-0859-5 | 2000年11月     | 麥田文化     | ISBN 978-957-469-171-5                        |
| 《丰乳肥臀》     | 1996年1月      | 作家出版社       | ISBN 7506309929        | 1996年5月      | 洪範         | ISBN 978-957-674-097-8 ISBN 978-957-674-098-5 |
| 《会唱歌的墙》   | 1998年12月     | 中国书籍出版社   | ISBN 7801530752        | 2000年5月      | 麥田文化     | ISBN 957469024                                |
| 《檀香刑》       | 2001年3月      | 作家出版社       | ISBN 7506320511        | 2001年4月19日  | 麥田文化     | ISBN 978-957-469-407-5                        |
| 《四十一炮》     | 2003年7月      | 春风文艺出版社   | ISBN 978-7-5313-2586-4 |                |              |                                               |
| 《牛》           | 2004年4月      | 民族出版社       | ISBN 978-7-105-06159-4 |                |              |                                               |
| 《生死疲劳》     | 2006年1月1日   | 作家出版社       | ISBN 978-7-5063-3505-8 | 2006年5月      | 麥田文化     | ISBN 978-986-173-063-9                        |
| 《蛙》           | 2009年12月     | 上海文艺出版社   | ISBN 7532136766        | 2009年12月     | 麥田文化     | ISBN 978-986-173-590-0                        |
| 《晚熟的人》     | 2020年8月      | 人民文学出版社   | ISBN 978-7020-164-776  | 2020年8月      | 麥田文化     | ISBN 978-986-344-806-8                        |
| 《鱷魚》         | 2023年         | 浙江文艺出版社   | ISBN 9787533972349     |                |              |                                               |

### 文集
- 《莫言文集》12册，2004年当代世界出版社
- 《莫言文集》20册，2012年作家出版社、云南人民出版社、北京联合出版社等多种
- 《莫言典藏文集》20册，2012年百花文艺出版社
- 《莫言获奖作品》26册，2019年浙江文艺出版社

### 改编成电影的作品
- 中篇小说《红高粱家族》（1987年《红高粱》，导演张艺谋，获得1988年柏林国际电影节金熊奖）[35][36]
- 中篇小说《师傅愈来愈幽默》（2002年《幸福时光》，导演张艺谋）
- 短篇小说《白狗秋千架》（2003年《暖》，导演霍建起，获得第十六届东京国际电影节最佳影片金麒麟奖）[37]

## 所获奖项
| 年份   | 作品           | 奖项                                           | 备注   |
| ------ | -------------- | ---------------------------------------------- | ------ |
| 1987年 | 《紅高粱家族》 | 第四届全国中篇小说奖                           | [ 38 ] |
| 1988年 |                | 联合文学奖                                     | [ 38 ] |
| 1996年 | 《丰乳肥臀》   | 第一届大家·红河文学奖                          | [ 38 ] |
| 2000年 | 《紅高粱家族》 | 《亚洲周刊》20世纪中文小说100强第十八名        | [ 38 ] |
| 2001年 | 《红高粱系列》 | 《今日世界文学》七十五年来全世界四十部杰出作品 | [ 38 ] |
| 2001年 | 《红高粱系列》 | 第二届冯牧文学奖                               | [ 38 ] |
| 2001年 | 《檀香刑》     | 联合报读书人年度文学类最佳书奖                 | [ 38 ] |
| 2001年 | 《酒国》法文版 | 法国儒尔·巴泰庸外国文学奖                      | [ 38 ] |
| 2003年 | 《檀香刑》     | 第一届鼎钧双年文学奖                           | [ 38 ] |
| 2004年 |                | 茅台杯人民文学奖                               | [ 38 ] |
| 2004年 |                | 法国“法兰西文学与艺术骑士勋章”                 | [ 38 ] |
| 2004年 |                | 第二届“华语文学传媒大奖·年度杰出成就奖”        | [ 38 ] |
| 2005年 |                | 第三十届意大利诺尼诺国际文学奖                 | [ 38 ] |
| 2005年 | 《四十一炮》   | 第2届华语文学传媒大奖年度杰出成就奖            | [ 38 ] |
| 2006年 |                | 福冈亚洲文化大奖                               | [ 38 ] |
| 2007年 | 《生死疲劳》   | “福星惠誉杯”优秀作品奖                         | [ 39 ] |
| 2008年 | 《生死疲劳》   | 第2届红楼梦奖首獎                              | [ 38 ] |
| 2009年 | 《生死疲劳》   | 首届纽曼华语文学奖                             |        |
| 2011年 | 《蛙》         | 第八届茅盾文学奖                               | [ 40 ] |
| 2012年 |                | 2012诺贝尔文学奖                               | [ 15 ] |
| 2012年 |                | 全国戏剧文化奖                                 | [ 41 ] |

## 获得诺贝尔文学奖

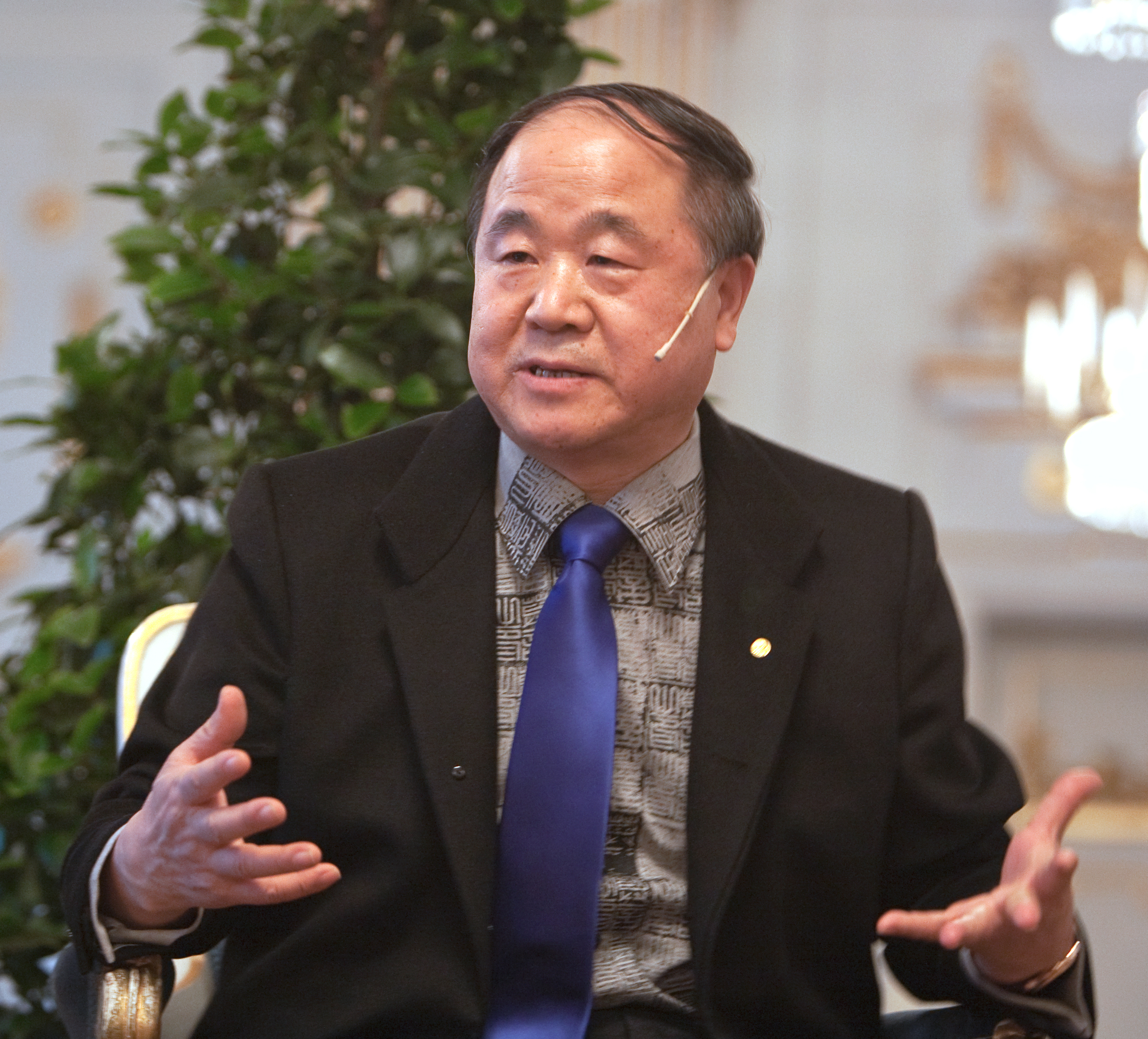
莫言于斯德哥尔摩领取2012年诺贝尔文学奖

2012年10月11日13时，瑞典文学院诺贝尔奖评审委员会、瑞典文学院常任秘书恩隆德宣布，本年度诺贝尔文学奖的获得者是中国作家莫言。恩隆德表示：“（莫言）以幻觉般的敏锐笔触融合了传奇、历史与当代。”。
12月6日，莫言抵达斯德哥尔摩领奖，并出席了领奖前的新闻发布会。他在新闻发布会上表示获奖很高兴，并用“心如巨石，风吹不动”来形容自己的心情。他认为“获奖是个人的事情”，但也希望自己获奖“对中国文学起到一个积极的推动作用”，希望把对他的热情“转移到对中国广大的作家身上去，也希望能从阅读莫言一个人的作品开始阅读更多人的作品”，也希望自己能够在获奖之后仍然写出优秀的作品。对于外界的批评，他认为“很多人用自己丰富的想象力塑造了另一个莫言，我就和大家一起来围观对‘莫言’的批评和表扬”。

## 颁奖机构颁奖词
- 冯牧文学奖：“莫言以近20年持续不断的旺盛的文学写作，在海内外赢得了广泛声誉。虽然，他曾一度在创新道路上过犹不及，但他依然是新时期以来中国最有代表性的作家之一。他创作于80年代中期的‘红高粱’家族系列小说，对于新时期军旅文学的发展产生过深刻而积极的影响。《红高粱》以自由不羁的想象，汪洋恣肆的语言，奇异新颖的感觉，创造出了一个辉煌瑰丽的莫言小说世界。他用灵性激活历史，重写战争，张扬生命伟力，弘扬民族精神，直接影响了一批同他一样没有战争经历的青年军旅小说家写出了自己‘心中的战争’，使当代战争小说面貌为之一新。”[45]

- 法国儒尔·巴泰庸外国文学奖：“由中国杰出小说家莫言原创、优秀汉学家杜特莱翻译成法文的《酒国》，是一个空前绝后的实验性文体。其思想之大胆，情节之奇幻，人物之鬼魅，结构之新颖，都超出了法国乃至世界读者的阅读经验。这样的作品不可能被广泛阅读，但却会为刺激小说的生命力而持久地发挥效应。”[46]

- 鼎钧双年文学奖：“从《透明的红萝卜》开始，莫言的创作一直保持了旺盛的生命力。究其根本，应该归诸于莫言的感觉方式有着深厚的地域和民间渊源。《檀香刑》是这样一个标志：民间渊源首次被放到文源论的高度来认识，也被有意识地作为对近二三十年中国小说创作宗从西方话语的大格局寻求超越和突破的手段加以运用；同时，作者关于民间渊源的视界进一步开拓，开始从抽象精神层面而转化到具体的语言形式层面，从个别意象的植入发展到整体文本的借鉴。义和团现象本身就是民间文化所孕育所造就，是山东古老民间文化的一次狂欢。借这个题材来激活一种以民间文化为底蕴的小说叙述，使本事与形式之间的天衣无缝，形成了一种妙不可言的“回声”。民间戏曲、说唱，既被移植到小说的语言风格中，也构成和参与了小说人物的精神世界。这种‘形式’与‘内容’的浑然一体，使得《檀香刑》比以往任何高扬‘民间性’的小说实践，走得更远，也更内在化。神奇化、暴力倾向，仍旧是莫言给人的突出印象。作者把他的这一奇特兴趣，用于表现或映衬一种桀骜不驯，一种野性，一种英雄主义气概。重要的不在于人们是否接受他的观点，而在于他的这种心理倾向已经铸成了鲜明的小说个性。这部小说尚须探讨的问题包括：一、其艺术表现中的某些粗疏之处多少伤及小说的整体肌理；二、其对人性品质的表现及所持价值观，在不同读者中间，可能不是没有异议的。”

- 法兰西文学与艺术骑士勋章：“您写作的长、短篇小说在法国广大读者中已经享有名望。您以有声有色的语言，对故乡山东省的情感、反映农村生活的笔调、富有历史感的叙述，将中国的生活片段描绘成了同情、暴力和幽默感融成一体的生动场面。您喜欢做叙述试验，但是，我想最引起读者兴趣的还是您对所有人物，无论是和您一样农民出身的还是所描写的干部，都能够以深入浅出的手法来处理。”

- 华语文学传媒大奖·年度杰出成就奖：“莫言的写作一直是当代中国的重要象征之一。他通透的感觉、奇异的想象力、旺盛的创造精神，以及他对叙事艺术探索的持久热情，使他的小说成了当代文学变革旅途中的醒目界碑。他从故乡的原始经验出发，抵达的是中国人精神世界的隐秘腹地。他的笔下的欢乐和痛苦，说出的是他对民间中国的基本关怀，对大地和故土的深情感念。他的文字性格既天真又沧桑；他书写的事物既素朴又绚丽；他身上有压抑不住的狂欢精神，也有进入本土生活的坚定决心。这些品质都见证了他的复杂和广阔。从几年前的重要作品《檀香刑》到2003年度出版的《四十一炮》和《丰乳肥臀》，莫言依旧在寻求变化，依旧在创造独立而辉煌的生存景象，他的努力，极大地丰富了当代文学的整体面貌”。[47]

- 诺尼诺国际文学奖：“莫言的作品植根于古老深厚的文明，具有无限丰富而又科学严密的想象空间，其写作思维新颖独特，以激烈澎湃和柔情似水的语言，展现了中国这一广阔的文化熔炉在近现代史上经历的悲剧、战争，反映了一个时代充满爱、痛和团结的生活。”

- 福冈亚洲文化奖：“莫言先生是当代中国文学的代表作家之一，他以独特的写实手法和丰富的想象力，描写了中国城市与农村的真实现状，作品被译成多种语言。莫言先生的作品引导亚洲走向未来，他不仅是当代中国文学的旗手，也是亚洲和世界文学的旗手。”[48]

- 茅盾文学奖：“莫言的《蛙》以乡村医生别无选择的命运，折射着我们民族伟大生存斗争中经历的困难和考验。小说以多端视角呈现历史和现实的复杂苍茫，表达了对生命伦理的思考。叙述和戏剧多文本的结构方式建构宽阔的对话空间，从容自由、机智幽默，体现作者强大的叙事能力和执著的创新精神。”[49]

- 诺贝尔文学奖：“用理想、魔幻的现实主义，将民间故事、历史与现实融合起来的人。”[15][50]

## 评价

### 肯定
台灣作家黃春明認為「他得獎實至名歸」，「這不僅是莫言個人的榮耀，更大大鼓勵了使用華文的人。」台灣作家張大春指出，莫言的寫作形式與題材「不依附時潮」、其縱橫變化「超過時髦論述」，「見證文學內在真正強悍的政治態度」。
倫敦亞非學院中文教授賀麥曉認為「我不認為中國作家只有挑戰政府的時候才是好作家，好作家就是好作家。這並非是評判一切的好標準；難道好的英國作家只能是那些反戰的作家嗎？」「（對於諾貝爾獎委員會來說）選擇異見者得獎是個沒有風險的決定，但是以作品本身選擇一個文學聲譽好的作家獲獎是個勇敢的決定。」
莫言的朋友，英國帝國理工大學講師哈曼认为莫言是一个“了不起的作家”。
瑞典汉学家、诺贝尔文学奖终身评委马悦然评点莫言说：“莫言非常会讲故事，太会讲故事了。他的小说都是很长的，除了在《上海文学》发表的《莫言小说九段》。”，“我感觉他写得太多了，他的书有现在的一半厚就更好了。”他还曾亲自对莫言说：“你的小说太长了，你写得太多了。”，莫言幽默地回答：“我知道，但是因为我非常会讲故事，只要开始了就讲不完。”
虽然汉学者林培瑞和孙笑冬都批评莫言，指责他以幽默的方式淡化中国历史上的悲剧，因此而不配获得诺贝尔文学奖，但维珍尼亚大学中国文学教授罗福林则不认同他们的看法，并发表一篇文章《莫言的批评者错在何处》为莫言辩护。他认为艺术和文学并不是纪录片，并不能用来准确地记录历史。他说莫言并不是想淡化历史或者为共产党洗白，相反，他写这段历史是正正因为这个年代充满悲剧；莫言赢得诺贝尔文学奖，靠的是自己作品的文学价值而不是政治立场；莫言“带着人性和良知去描述中国共产党所造成的悲剧和中国社会中的政治冲突......他坚持自己的立场，不会迫于压力而投靠一个政治立场。”
“莫言的小说讽刺了自私虚伪的政府官员有多么残暴，同时也描绘出受害者们所承受的痛苦是多么的无意义；他讽刺了过去传统社会主义文学的风格与说故事的方式，例如是那些树立站不住脚的英雄形象，还有把社会和历史像卡通一样过于简化。莫言谴责独生子女政策和强制堕胎。正统的社会主义文学都会说政治是一件神圣的事，但莫言却在自己的小说中表现出：从人性的角度看来，政治十分肮脏。一切文学都和政治有关，但每个作家都会用不同方式描写政治。”

### 批评
《法兰克福汇报》认为，莫言虽然在自己的小说中分析了中国近代的历史，但他的批评始终没有跳出官方许可的意识形态的框架；换句话说，就是虽然莫言批评了共产党的政策，指出他们滥用权力，但他并没有批评这个制度本身。他虽然是一个小说家，但他并没有通过自己的作品指出中国的短处；「『莫言』是一个笔名，中文意思是『不说话』。」
2009年的诺贝尔文学奖得奖者米勒则批评莫言支持审查制度，并且说莫言获颁诺贝尔文学奖完全是一场“灾难”；她认为莫言不应该在参加“纪念《在延安文艺座谈会上的讲话》”的活动，并且在该节目上抄写毛泽东的演讲；她也批评莫言没有公开呼吁释放2010年诺贝尔和平奖得主刘晓波。
美国汉学家林培瑞在和《縱覽中國》的一次采访中说道：“莫言胆子小，奉迎、讨好体制，哪怕是暴政的体制；莫言善于刺激感官，给普通人的感官欲望一个表达的空间。但他的思想概念都是老套的....没有超出一个受过多年共产党教育的读者的想象。能起哗众取宠、耸人听闻的作用，但没有精神上的启发。”林培瑞也认为莫言算不上中国最好的作家，他比不上鲁迅，萧红和张爱玲。这主要是因为他的语言有很多问题——“语言粗糙、写得太快、不小心、语病多、比喻先后不配合”。他说，虽然莫言的作品可能会风靡一时，但不太可能会“名流青史”。
孙笑冬就职于凯尼恩大学，是研究汉文化与亚洲文化的副教授。她认为，莫言的作品缺乏美感：粗糙、很老套，剧情很容易被猜中。不像狄更斯、福克纳和哈代，莫言并不是用有美感，精致的语言去描述人类悲惨的遭遇，而是用了一种粗糙、丑陋、令人疑惑的语言。换句话说，莫言没有用光明照亮他创造的是混沌和悲惨的魔幻世界。孙女士认为，莫言之所以写不出有美感的作品，主要是因为他用的是一种“病态的”语言。她认为莫言的作品中充斥着大量的市井的方言，各种社会主义的陈词滥调，而且莫言喜欢娇柔做作，卖弄文笔；孙女士认为，这种病态是由于1949年新中国成立时，共产党政权决定抛弃中国旧有的文化，并且要求文学界服务于共产主义。

## 事件

### 被指涉及「侮辱英烈」而被起诉
2024年2月27日，微博账号“说真话的毛星火”（本名吴万争）发布多张起诉书照片，称他已经去北京法院起诉了莫言。其要求法院判令下架被告作家莫言的“问题书籍”。原告罗列十大罪状和26条罪名，指控莫言这些书籍“侵害了英雄烈士”，并要求莫言向全国人民道歉，还要求莫言赔偿每个中国人一元名誉损失费，共计15亿元，要求法院判决「封杀莫言」，禁止出版莫言书籍等，还提倡「上街散步」、以暴力手段惩罚莫言。其後吳表示法院以他「不知道莫言的居住地址而無法判斷归哪所法院管辖」為由拒絕受理，法院亦表示將於兩星期內回覆。
對此《環球時報》前總編輯胡锡进則認為，此事是「一場個別人用『打莫言』自我炒作的鬧劇」，認為吳是「瞄上互聯網上的民粹資源，因為給莫言扣『侮辱先烈』的帽子『穩賺不賠』」，並指他是在扣帽子、斷章取義，「雖然一時傷不了莫言，但這件事再次打開了網上惡意構陷的邊界和想像空間」。翌日，吳在微博宣佈將起訴胡錫進。胡锡进在当晚及2月29日再发表贴文，以「网上『专找汉奸打』」该停了！」以示回复。
河南日报旗下顶端新闻评论称，起诉莫言是文学争议引发的法律闹剧。

## 亲属
- 祖父管嵩峰，生于1895年，1978年病故。[65]
- 祖母戴氏[65]
- 父亲管贻范，一作管贻凡，生于1922年，曾上过4年私塾，退休前主要从事会计工作。[65]已於2019年12月28日逝世，終年98歲。[66]
- 大哥管谟贤，华东师范大学63级毕业生，高密一中副校长，已退休。[65]
- 二哥管谟欣，生于1952年，农业机械工，已退休。[67]
- 妻杜勤兰，育有一个女儿。
  - 女儿管笑笑，2000年考入山东大学外语学院。保送到清华大学文学院攻读比较文学与世界文学硕士学位。后在北京师范大学攻读当代文学博士。在山东大学本科一年级时创作出版长篇小说《一条反刍的狗》，2008年管笑笑出版译著《加百列的礼物》。现任高密莫言文化传播有限公司法定代表人。

## 外部連結
- 莫言的新浪微博
- 張旭東：〈「魔幻現實主義」的政治文化語境構造〉（页面存档备份，存于）（2012）
- 張旭東：〈讀莫言《生死疲勞》〉（页面存档备份，存于）（2012）
- 王德威：〈高密東北鄉尋莫言〉（页面存档备份，存于）（2007）
- 王德威：〈“狂言妄语即文章”（页面存档备份，存于）〉。
- 王德威：〈狂言流言，巫言莫言——《生死疲劳》与《巫言》所引起的反思（页面存档备份，存于）〉。
- 顧彬：〈莫言講的是荒誕離奇的故事〉（页面存档备份，存于）（2012）
- 史景遷著，王曉元譯：〈史景遷評莫言小說：將政治作为病理學闡述〉（页面存档备份，存于）（2012）
- 杜迈可：〈论《天堂蒜薹之歌》（页面存档备份，存于）〉。
- 藤井省三：〈莫言与鲁迅之间的归乡故事系谱（页面存档备份，存于）〉。
- 藤井省三：〈莫言与鲁迅之间的归乡故事系谱（下）（页面存档备份，存于）〉。
- 新浪讀書─名人堂：莫言（页面存档备份，存于）
- Novelist Mo Yan Takes Aim with 41 Bombs（页面存档备份，存于） (China Daily 27 June 2003)
- VÍDEO prize movie of Mo Yan （页面存档备份，存于）
- "Granta Audio: Mo Yan"（页面存档备份，存于）, Granta, 11 October 2012, John Freeman
- Russian site about Mo Yan（页面存档备份，存于）
- Mo Yan dismisses 'envious' Nobel critics（页面存档备份，存于） The Guardian 28 February 2013.
- School dropout to Nobel: A consistent beauty of Mo Yan （页面存档备份，存于） FacenFacts